# Dieter Peitsch
Dieter Peitsch (* 1964 in Eschweiler) ist ein deutscher Ingenieur. Seit Oktober 2006 leitet er als Professor das Fachgebiet Luftfahrtantriebe am Institut für Luft- und Raumfahrt an der Technischen Universität Berlin.

## Leben
In den Jahren zwischen 1985 und 1990 studierte er an der RWTH Aachen Ingenieurwissenschaften, um anschließend als Wissenschaftlicher Mitarbeiter am Institut für Strahlantriebe und Turboarbeitsmaschinen tätig zu sein. Dort promovierte er 1996 über Schaufelschwingungen in Turbomaschinen mit dem Schwerpunkt Aeroelastik und Strömungs-Struktur-Interaktion. Praktische Erfahrungen sammelte er anschließend bis 2006 bei BMW Rolls-Royce in Dahlewitz, wo er im Bereich Luft-, Öl- und Wärmemanagementsysteme sowie Triebwerksregelung und Kraftübertragung die Leitung übernahm.

## Wirken
Dieter Peitsch war und ist in zahlreichen Organisationen und Gruppen tätig.
- 2009 bis 2019, Geschäftsführender Direktor des Instituts für Luft- und Raumfahrt.
- 2009 bis 2015 Mitglied des Boards von PEGASUS (Partnership of a European Group of Aeronautics and Space Universities).
- 2011 bis 2015 Prodekan für Forschung der Fakultät V.
- Seit 2008 Leiter bzw. stv. Leiter der DGLR Bezirksgruppe Berlin-Brandenburg.
- Seit 2012 Stellvertreter des Fachbereichs L5 „Luftfahrtantriebe“ der Deutschen Gesellschaft für Luft- und Raumfahrt Lilienthal-Oberth e.V.
- Seit 2012 Mitglied des Scientific Board der Polish Scientific Society of Combustion Engines, Poland.
- Seit 2012 Vorstandsmitglied des Sonderforschungsbereiches 1029 „TurbIn - Signifikante Wirkungsgradsteigerung durch gezielte, interagierende Verbrennungs- und Strömungsinstationaritäten in Gasturbinen“
- Seit 2016 DFG Fachkollegiat im Fachforum 403 (Verfahrenstechnik, Technische Chemie) und 404 (Wärmeenergietechnik, Thermische Maschinen und Antriebe)
- Seit 2019 Sprecher des Sonderforschungsbereiches 1029 „TurbIn“.

Im Jahr 2020 gelang es ihm und seiner Forschungsgruppe im Rahmen des SFB 1029 verschiedene Realisierungsmöglichkeiten aufzuzeigen, um auf diese Weise die Machbarkeit von Gasturbinen auf Basis von technisch beeinflussbaren Instationaritäten zu demonstrieren.